# لو شیجیا
لو شیجیا ( Chinese ; 18 مارس 1911 - 29 اوت 1986)،   یک فیزیکدان چینی و مهندس هوافضا بود که به ایجاد اولین تونل باد با سرعت بالا در چین کمک کرد. او برنامه آیرودینامیک را در دانشگاه بیهانگ ، برای نخستین بار در کشور چین، تأسیس کرد و ریاست آن را بر عهده داشت.

## جوانی و تحصیل

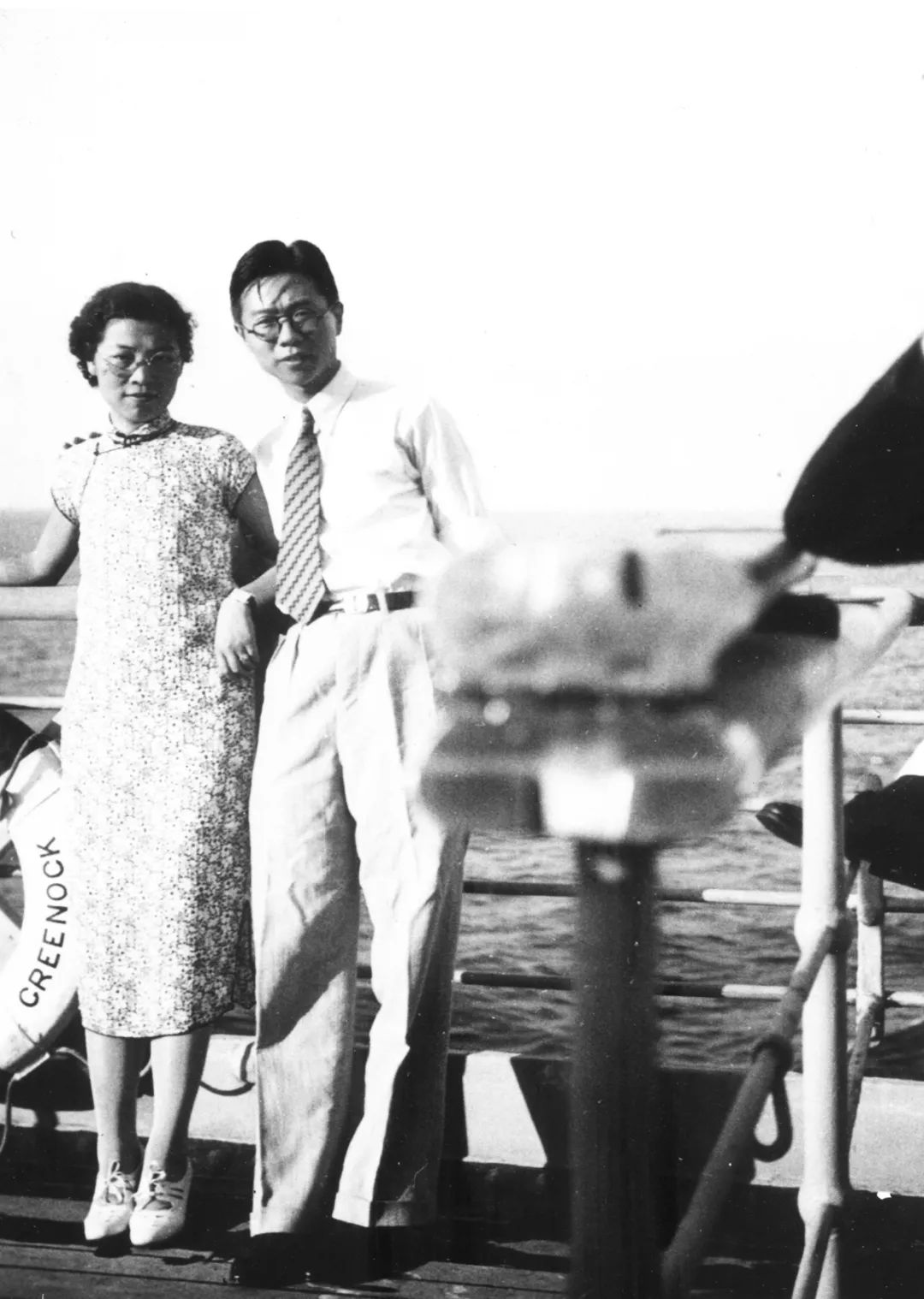
لو شیجیا و ژانگ وی سوار بر کشتی به اروپا

او با نام لو شیوژن  در سوژو (سوچو) در 18 مارس 1911، سال آخر سلسله چینگ به دنیا آمد  خانه اجدادی او شیائوشان ، ژجیانگ بود.  بلافاصله پس از تولد او، پدربزرگش Lu Zhongqi ، که به عنوان فرماندار شانشی و پدرش Lu Guangxi خدمت می کرد, هر دو توسط یان شیشان در جریان انقلاب شینهای کشته شدند .   مادر خرافاتی او نوزاد را مقصر مرگ پدرش دانست و او را به او داد تا توسط عموی پدری بزرگ شود. 
او به مدرسه ابتدایی و دبیرستان وابسته به دانشگاه عادی پکن رفت، جایی که کیان ژوزن و همسر آینده‌اش ژانگ وی همکلاسی‌های او بودند.  او با الهام از ماری کوری  به عنوان تنها دانشجوی دختر وارد بخش فیزیک دانشگاه عادی پکن شد. پس از فارغ التحصیلی در سال 1933، او در پنجمین مدرسه عادی زنان در دامینگ، هبی ، و مدرسه راهنمایی ژیچنگ در پکن تدریس کرد. لو با کمک مالی عموی مادرش، دکتر مشهور شی جینمو ، در سال 1937 برای تحصیل به آلمان رفت.  او در دانشگاه گوتینگن تحصیل کرد و دکترای خود را دریافت کرد. در مکانیک سیالات در سال 1942. سرپرست او لودویگ پراندتل ، یکی از بنیانگذاران مکانیک سیالات مدرن بود. او تنها دانشجوی چینی و تنها دانشجوی زن فارغ التحصیل پراندتل بود.  

## حرفه
پس از پایان جنگ جهانی دوم، لو در سال 1946 به چین بازگشت. او در دانشگاه تونگجی ، دپارتمان هوانوردی دانشگاه پیانگ و موسسه مهندسی هیدرولیک دانشگاه تسینگ‌هوا تدریس کرد.   او در سال 1951 به اتحادیه دموکراتیک چین پیوست. در سال 1952، لو به عضویت کمیته مقدماتی تأسیس مؤسسه هوانوردی پکن ( دانشگاه بیهانگ کنونی) درآمد. در سال 1962، او برنامه آیرودینامیک Beihang را که اولین برنامه در چین بود، تأسیس کرد و به عنوان اولین صندلی آن خدمت کرد.   در Beihang او به ایجاد اولین تونل باد با سرعت بالا در چین کمک کرد. 
هنگامی که آکادمی علوم چین در سال 1980 پس از پایان انقلاب فرهنگی انتخابات خود را برای دانشگاهیان از سر گرفت، لو دو بار نامزد شد، اما هر دو بار رد کرد و اصرار داشت که فرصت را به دانشمند جوان‌تری بدهد. 
او عضو اولین، دومین و سومین کنگره ملی خلق ، پنجمین و ششمین کمیته دائمی CPPCC ، کمیته دائمی کمیته مرکزی اتحادیه دموکراتیک چین و کمیته اجرایی فدراسیون زنان سراسر چین بود. او همچنین به عنوان نایب رئیس انجمن تحقیقات آیرودینامیک چین خدمت کرد. 

## زندگی شخصی

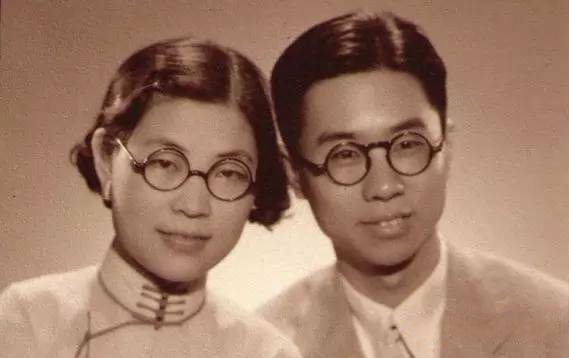
لو شیجیا و همسرش ژانگ وی، در حدود 1941

در سال 1941، لو با دانشمند ژانگ وی ، همکلاسی مدرسه ابتدایی خود، در آلمان ازدواج کرد.  ژانگ یکی از اعضای آکادمی علوم چین و آکادمی مهندسی چین بود و به عنوان معاون رئیس دانشگاه Tsinghua خدمت کرد. این زوج صاحب یک پسر به نام ژانگ کچنگ و یک دختر، ژانگ ککون بودند. پسر کنگون، گائو شیاسونگ یک موسیقیدان مشهور است. 

## مرگ و میراث
لو در آگوست 1986 در پکن درگذشت و شوهرش در سال 2001 درگذشت. طبق وصیتشان، فرزندانشان خاکسترشان را با هم مخلوط کرده و در حوضچه نیلوفر آبی در محوطه دانشگاه چینهوا پراکنده کردند. 
در اولین سالگرد درگذشت او، کیان زونسن ریاست یک سمپوزیوم علمی را که به یاد او برگزار شد، برگزار کرد. در 18 مارس 2017، صد و ششمین سالگرد تولد لو، دانشگاه بیهانگ آزمایشگاه لو شیجیا را تأسیس کرد، اولین آزمایشگاه دانشگاهی در چین که به نام یک دانشمند زن نامگذاری شده است. 